# Katedrála Nejsvětější Trojice (Paříž)
Katedrála Nejsvětější Trojice (fr. Cathédrale de la Sainte-Trinité, rusky Свято-Троицкий собор) je pravoslavný chrám v Paříži. Chrám je biskupským sídlem Chersonské eparchie. Stavba byla dokončena roku 2016. Vedle katedrály Alexandra Něvského se jedná o druhou katedrálu ruské pravoslavné církve v Paříži[zdroj?]. Katedrála Nejsvětější Trojice nahradila katedrálu tří svatých Doktorů a svatého Tichona Zadonského v 15. obvodu.

## Poloha
Chrám je součástí komplexu čtyř budov, které tvoří Centre spirituel et culturel orthodoxe russe (Rusko-ortodoxní duchovní a kulturní centrum). Rozkládá se na pozemku o rozloze přes 4000 m2 v centru města na nábřeží Seiny na jejím levém břehu v 7. obvodu. Hranice centra tvoří na severu Quai Branly, na východě Place de la Résistance a Avenue Rapp, na jihu Rue de l'Université a na západě sousedí komplex s Palais de l'Alma.

## Historie
Na pozemku se do roku 2010 nacházelo sídlo francouzské meteorologické služby Météo-France, jejíž budovy zde byly postaveny koncem 40. let 20. století.
V roce 2009 nabídl francouzský stát pozemek ke koupi. Mezi zájemci byla vedle Ruska též Čína, Saúdská Arábie a Kanada. O rok později koupilo pozemek Rusko, neboť francouzský prezident Nicolas Sarkozy v roce 2007 přislíbil moskevskému patriarchovi, že umožní výstavbu nového kostela v Paříži. Oficiální cena byla stanovena na 70 milionů euro.

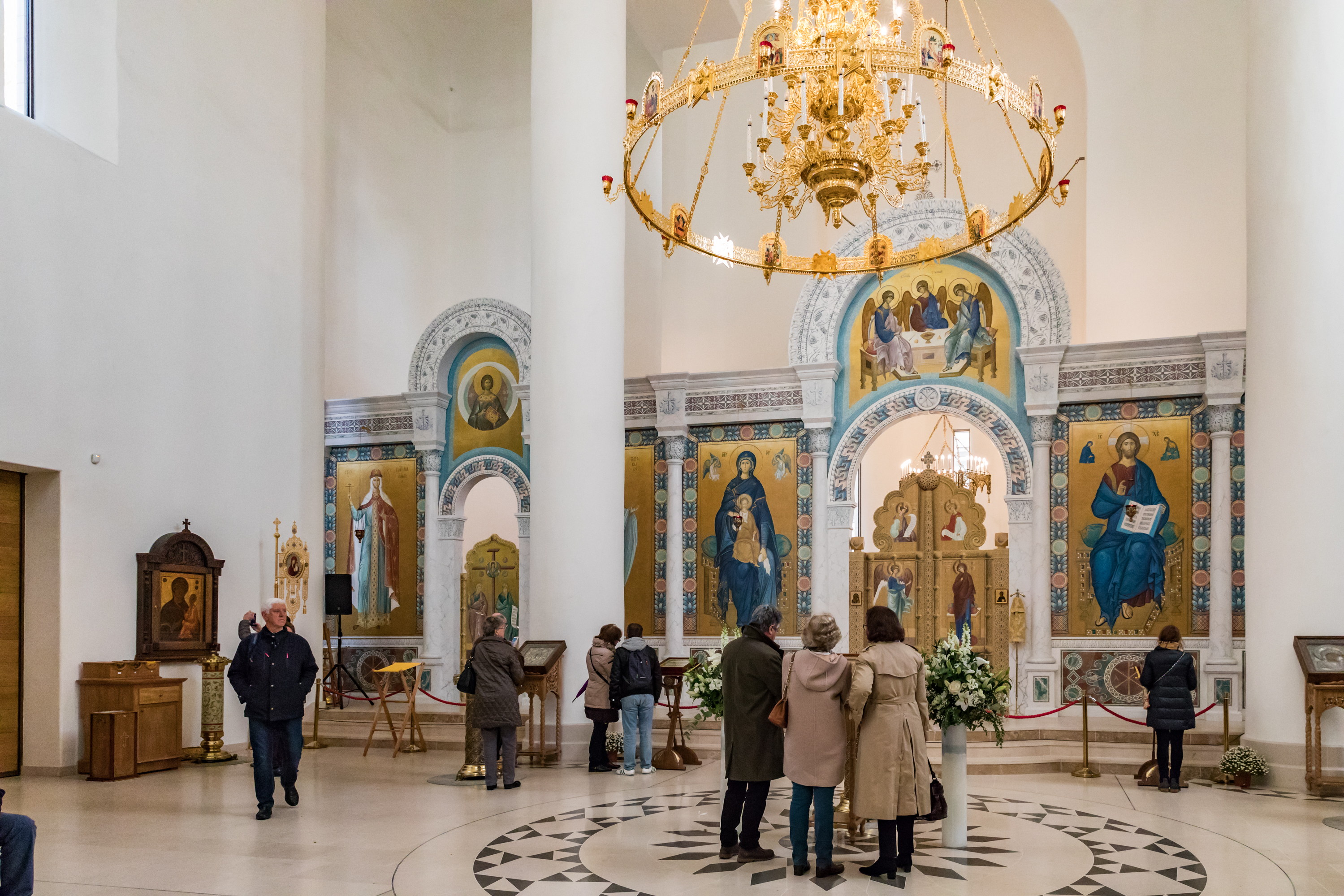
Interiér katedrály

V architektonické soutěži nejprve vyhrál španělský architekt s ruskými kořeny Manuel Núñez Yanowsky. Nicméně tehdejší pařížský starosta Bertrand Delanoë pokládal jeho návrh vzhledem k místu za nevhodně masivní zobrazení religiozity. Poté, co se v roce 2012 François Hollande stal prezidentem, byl pro konečné řešení vybrán návrh francouzského architekta Jeana Michela Wilmotta.
V roce 2013 byla zahájena výstavba. Náklady na výstavbu ve výši 100 milionů eur převzal ruský stát. Slavnostní otevření proběhlo 18. října 2016. Na otevření měl přiletět ruský prezident Vladimir Putin, kvůli napětí mezi Ruskem a Francií kvůli ruské angažovanosti v občanské válce v Sýrii a válce na Ukrajině ale návštěvu odřekl. Slavnostní akt proběhl též bez přítomnosti členů francouzské vlády. Z francouzských politiků se ho zúčastnila pařížská starostka Anne Hidalgová, bývalá ministryně spravedlnosti a starostka 7. obvodu Rachida Dati a politici Jean-Pierre Chevènement a Gilbert Collard a bývalý ministr kultury Frédéric Mitterrand; za ruskou stranu ministr kultury Vladimir Medinskij.
Vysvěcení provedl 3. prosince 2016 moskevský patriarcha Kyrill. Z církevních hodnostářů se zúčastnil mj. kardinál Kurt Koch a apoštolský nuncius ve Francii Luigi Ventura. Také se dostavil zástupce konstantinopolského patriarchátu, Jean Charioupolis. Ceremonie se zúčastnilo celkem 12 biskupů. Mezi hosty patřila dále pařížská starostka Anne Hidalgová, Světlana Medveděvová, manželka ruského premiéra, režisér Robert Hossein nebo zpěvačka Mireille Mathieu.

## Architektura
Katedrála je vysoká stavba ze světlého kamene. Půdorys budovy je přibližně čtvercový. Podle staré ruské tradice má chrám pět pozlacených cibulových kupolí, z nichž největší, centrální, symbolizuje Ježíše Krista a čtyři menší evangelisty Nového zákona.
Plocha katedrály zaujímá 450 m2, vnitřní výška pod kopulí činí 36 m. Při vysvěcení kostela byl ikonostas prozatímní, později ho nahradila trvalá mramorová stavba.

## Využití centra
Vedle chrámu pro chersonskou diecézi zahrnuje centrum též rusko-francouzskou základní školu, kulturní centrum a kulturní oddělení ruského velvyslanectví. Z tohoto důvodu má komplex budov status exteritoriality. Tato situace vyvolala znepokojení francouzských zpravodajských služeb, neboť bezprostředně sousedící palác Palais de l'Alma slouží kanceláři prezidentského úřadu.